# Delias nakanokeikoae
Delias nakanokeikoae är en fjärilsart som beskrevs av Akira Yagishita 1993. Delias nakanokeikoae ingår i släktet Delias och familjen vitfjärilar. Inga underarter finns listade i Catalogue of Life.